# Фаремна Марія Яківна

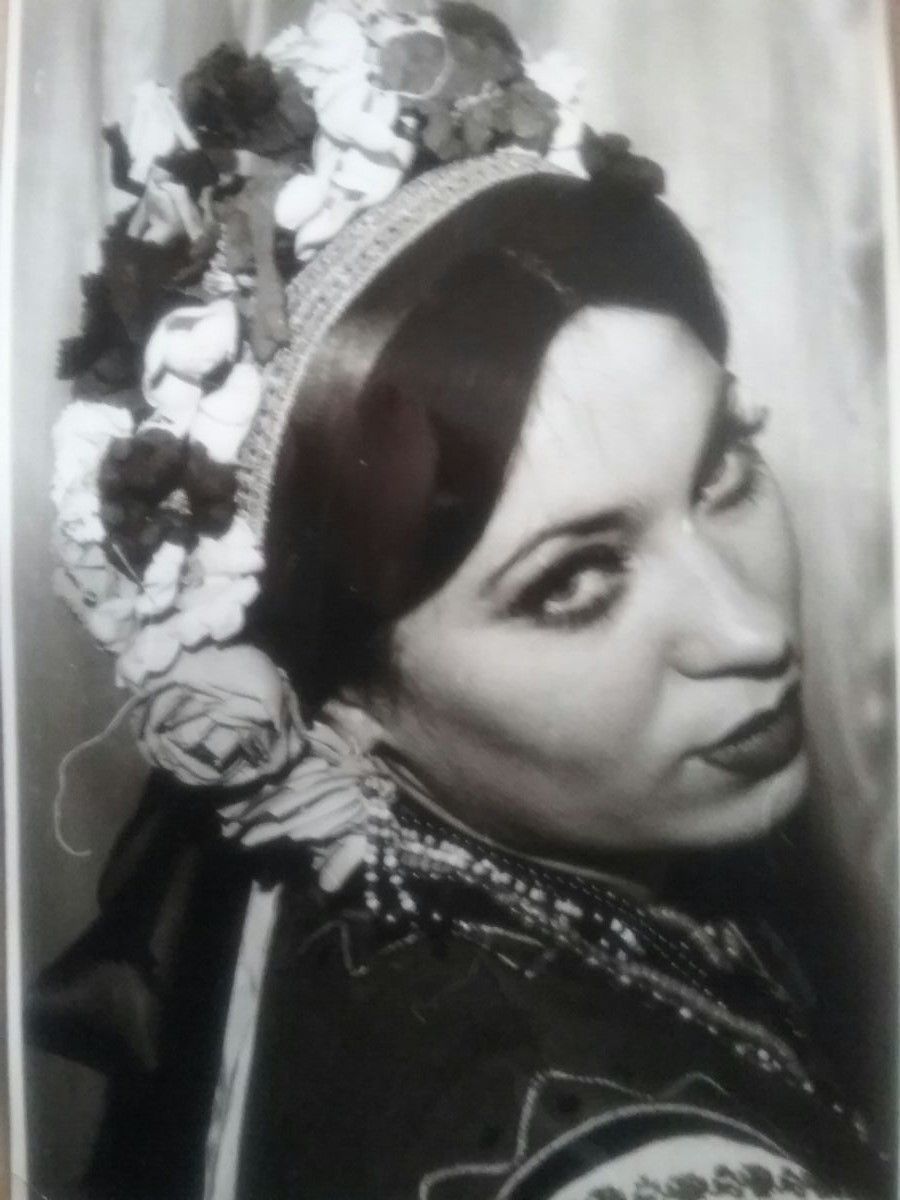
Марія Фаремна в ролі Галі в виставі «Майська ніч»

Фаремна Марія Яківна (нар. 3 жовтня 1949 року, Станіслав) — українська письменниця, акторка, автор містичних романів «Оплачено жизнью» і «Месть и женщина», фантастичних оповідань «Десять казок про життя тут і далеке там…»

## Біографія
Марія Яківна Фаремна народилась 3 жовтня 1949 року в місті Станіславі (тепер Івано-Франківськ), у 1968 році стала студенткою Київського державного інституту театрального мистецтва ім. Карпенка-Карого.

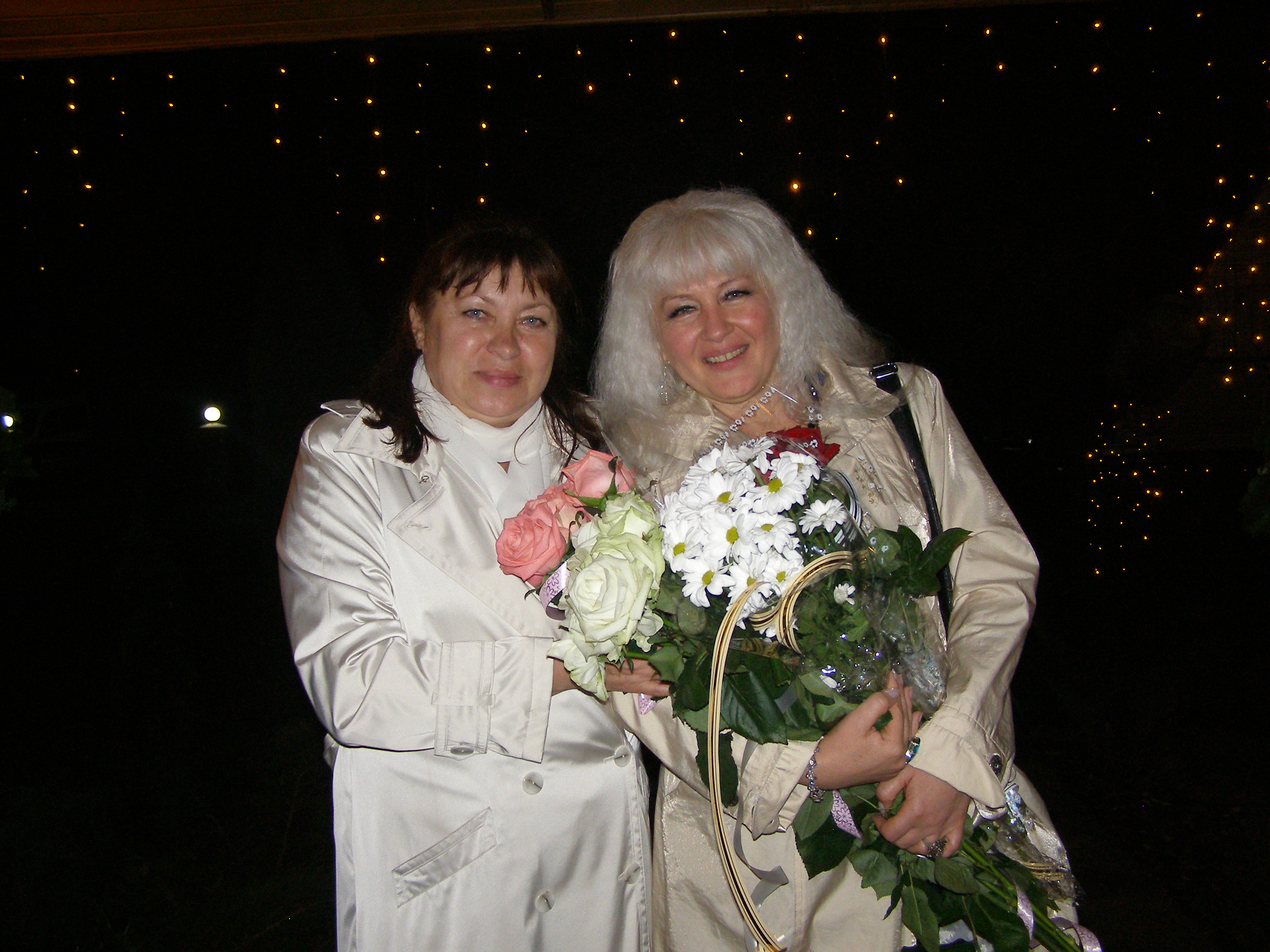
Людмила Безель разом з Марією Фаремною

Після закінчення навчання працювала в Івано-Франківському театрі ляльок ім. Павлика Морозова, пізніше в Ніжинському театрі ім. М. Коцюбинського, Київському обласному театрі ім. Саксаганського.
Через хворобу матері повернулась до Івано-Франківська і довгі дев'ять років працювала в театрі костюмером. А в 1989 р. була запрошена в новостворений театр фольклору, народних свят і видовищ.
Однією з перших ролей Марії Яківни була роль Елл у виставі «Постріл. 1937 рік». З не меншою майстерністю вона виконувала пізніше і роль Ніли, ще однієї героїні п'єси. Ці абсолютно протилежні характери були дуже правдиво зіграні талановитою актрисою. Дуже гарно глядачі сприймали роль безумної, «відьми» у виставі за однойменною поемою Т. Г. Шевченка «Молитва поета». Багато праці було вкладено у інші ролі: вистава про «Голодомор», «Іконостас України», дійства народних свят. Разом із заслуженим артистом України Олександром Шиманським, акторами Людмилою Безель та Володимиром Капущаком була ведучою першого концерту до Дня Незалежності України в приміщенні драматичного театру імені Івана Франка в Івано- Франківську.

## Літературна творчість
З 2004 року разом з акторкою і подругою Людмилою Безель Фаремна почала писати роман. Працювали п'ять років, у 2009 році отримали авторські права, а надрукували, завдяки друзям, лише у 2011 році під назвою «Оплачено жизнью». Наступний роман «Месть и женщина» написали за два роки, отримали авторські права, надрукували в 2013 році. Зараз акторки їздять одна до одної, видали фантастичні оповідання «Десять казок про життя тут і далеке там…» (2016 р.), працюють над романом про театр.

## Твори
- «Оплачено жизнью»
- «Месть и женщина»
- «Десять казок про життя тут і далеке там…»